# Derby de Téhéran
Le Surkhabi ("surkh" rouge en persan et "abi" bleu en persan qui sont les couleurs symboliques respectives des deux clubs) est un derby iranien opposant deux équipes de la ville de Téhéran : Persépolis et Esteghlal. Une très forte rivalité existe entre ces deux clubs. Il s'agit de la plus forte rivalité footballistique en Iran. Le jour du derby, la ville est presque entièrement fermée et figée[réf. nécessaire]. Plus de 100 000 supporters sont présents au stade le jour de cette confrontation à la fois sociale et politique.Esteghlal compte 40 millions de fans et Persépolis 18 millions de fans.

## Statistiques
| Compétitions       | Matches | Esteghlal | Nuls | Persepolis |
| ------------------ | ------- | --------- | ---- | ---------- |
| Iran Pro League    | 38      | 8         | 20   | 10         |
| Azadegan League    | 14      | 5         | 5    | 4          |
| Qods League        | 1       | 1         | 0    | 0          |
| Takht Jamshid Cup  | 11      | 4         | 3    | 4          |
| Iran Local League  | 3       | 1         | 0    | 2          |
| Hazfi Cup          | 3       | 1         | 1    | 1          |
| Super Cup          | 1       | 0         | 0    | 1          |
| Tehran Tournaments | 14      | 3         | 9    | 2          |
| Totale             | 85      | 23        | 38   | 24         |

## Trophées
| Clubs      | National       | National          | National          | National               | National                  | National       | International                | International                        | International       | Total |
| Clubs      | Iranian League | Iranian Hazfi Cup | Iranian Super Cup | Tehran Province League | Tehran Province Hazfi Cup | Domestic Total | Ligue des champions de l'AFC | Coupe d'Asie des vainqueurs de coupe | International Total | Total |
| ---------- | -------------- | ----------------- | ----------------- | ---------------------- | ------------------------- | -------------- | ---------------------------- | ------------------------------------ | ------------------- | ----- |
| Esteghlal  | 8              | 7                 | 0                 | 13                     | 4                         | 32             | 2                            | 0                                    | 2                   | 34    |
| Persepolis | 14             | 6                 | 4                 | 6                      | 2                         | 32             | 0                            | 1                                    | 1                   | 33    |

## Coup du chapeau
Deux joueurs ont marqué 3 buts ou un coup du chapeau.
| Séquence | Joueur           | Nombre de buts | Minute des buts | Équipe     | Score final | Adversaire | Tournoi   |
| -------- | ---------------- | -------------- | --------------- | ---------- | ----------- | ---------- | --------- |
| 1.       | Homayoun Behzadi | 3              | 50e, 86e, 92e   | Persépolis | 6–0         | Esteghlal  | 12e derby |
| 2.       | Éamon Zayed      | 3              | 82e, 83e, 91e   | Persépolis | 3–2         | Esteghlal  | 74e derby |

## Galerie

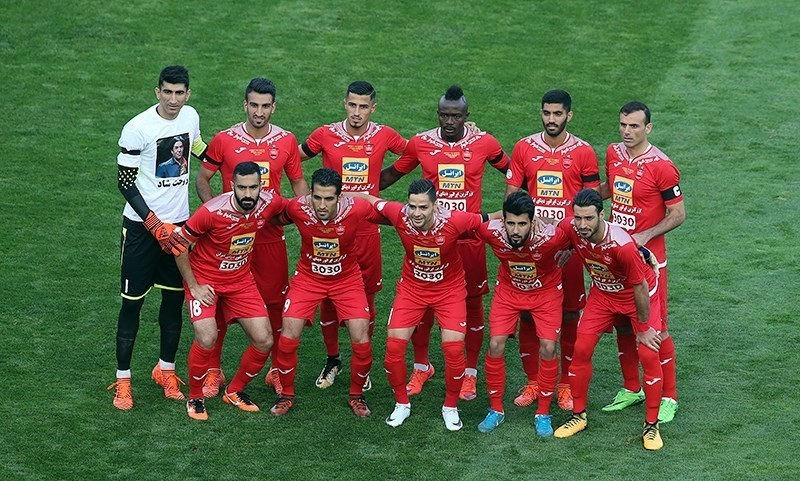
FC Persépolis
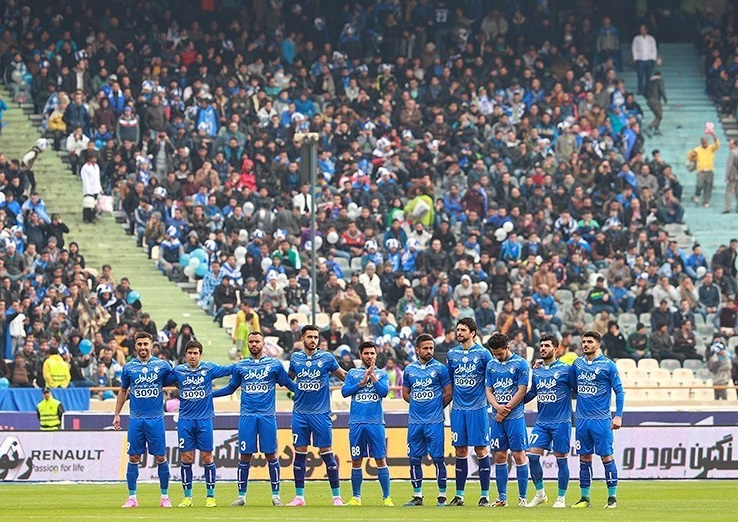
Esteghlal FC